# هوغو بوس (شركة)
هوغو بوس إيه جي، هي شركة أزياء يقع مقرها الرئيسي في متزنجن، بادن فورتمبيرغ، ألمانيا. تبيع الشركة الملابس والإكسسوارات والأحذية والسلع الجلدية. تعد هوغو بوس واحدة من أكبر العلامات التجارية الألمانية للملابس بمبيعات عالمية بلغت حوالي 4.2 مليار يورو في عام 2023. أسهمها هي أحد مكونات مؤشر إم داكس [الإنجليزية]. العلامات التجارية للأزياء الخاصة بالشركة هي بوس وهوغو. تبيع هوغو بوس أيضًا منتجات ذات علامة تجارية مرخصة لأزياء الأطفال والنظارات والساعات والمنسوجات المنزلية وملابس ركوب الخيل وأدوات الكتابة والعطور.
تأسست الشركة عام 1924 في ألمانيا على يد هوجو فرديناند بوس وكانت الشركة تنتج في البداية ملابس للأغراض العامة. في أوائل الثلاثينيات، بدأت هوجو بوس في إنتاج وتوريد الزي العسكري لحكومة ألمانيا النازية، مما أدى إلى زيادة كبيرة في المبيعات. بعد الحرب العالمية الثانية ووفاة المؤسس عام 1948، بدأت هوجو بوس في تحويل تركيزها إلى بدلات الرجال. وأصبحت شركة عامة في عام 1988 وأطلقت خط عطور في نفس العام، وأضافت خطوط توزيع ملابس للرجال والنساء في عام 1997، ومجموعة كاملة للنساء في عام 2000، وملابس أطفال في عامي 2006 و2007. تطورت الشركة منذ ذلك الحين لتصبح دار أزياء عالمية كبرى. اعتبارًا من ديسمبر 2023، تدير الشركة 1418 متجرًا للبيع بالتجزئة في جميع أنحاء العالم.

## تاريخ
افتتح بوس مصنعًا للملابس بالشراكة مع شخصين في عام 1924، عمل في المصنع 30 عاملا، وبدأوا بصناعة البضائع اليدوية، ووصولا إلى 1930 كانت الأعمال قد ازدهرت وحصلت الشركة على أول عقد ضخم لها، لكن وبسبب الأزمة الاقتصادية الشديدة التي تعرضت لها ألمانيا وقتها اضطرت الشركة على إعلان إفلاسها عام 1930.
طلب هوغو من شركائه الإبقاء على بعض الآلات لنفسه ليعيد إطلاق الأعمال من جديد ووصلوا إلى اتفاق أتاح له الفرصة لتحقيق ما يطمح له وبالفعل بدأت أعماله بالازدهار تدريجيا بعد عام 1932،
وحيث كانت السلطات الألمانية تفرض قواعد معينة على اللباس، ونظرا لأن الشركة متخصصة بصناعة الملابس الموحدة والعمالية، حصل بوس على صفقات كثيرة كان أضخمها عام 1938، حيث حصلت الشركة على عقد لإنتاج أعداد كبيرة من البدلات العسكرية وبسبب تصاعد أعماله أصبحت شركة بوس الشركة الرسمية المصنعة للبدلات العسكرية للجيش الألماني والقوات الخاصة الألمانية.
بعد بدء الحرب العالمية الثانية وازدياد الضغط والطلب على البدلات العسكرية عانت الشركة كثيرا بسبب قلة المواد واليد العاملة، فازداد عدد العاملين في الشركة منهم 140 عامل بولندي و40 عامل فرنسي كانوا أسرى حرب، وهو ما دفع ثمنه هوغو بعد هزيمة ألمانيا في الحرب،
حيث خضع لتحقيق بسبب تشغيله لأسرى الحرب في ظروف سيئة كالعبيد وتأييده للنازية بعد انتهاء الحرب العالمية الثانية، وجد على أثره مذنب وتم تغريمه ماديا أيضا.
وبالوصول إلى عام 1950 تزايدت أعمال الشركة وعدد موظفيها وشهرتها بصناعة الأطقم الرجالية الرسمية، وفي السبعينيات تخصصت الشركة في كافة أنواع الأزياء الرجالية، وحصلت على علامتها التجارية في 1977.
وبدأت علامة بوس تتطور وحققت انتشار وشهرة عالميين، فكانت الراعي الرسمي للكثير من الفعاليات العالمية كالفورميلا وان ومباريات الغولف، حصلت الشركة لاحقا في 1984 على رخصة لإنتاج العطور، وفي 1995 على رخصة لإنتاج الأحذية وأضافت علامتين مسجلتين لها، كما بدأت بإنتاج المواد التجميلية والألبسة النسائية وأسست قسم للأطفال، وهي اليوم من الشركات الرائدة في الأزياء والعطور على مستوى العالم.

## سر الأقمشة الإيطالية
اقتحمت «هوغو بوس» عالم الملابس الجاهزة الرجالية واستخدمت الاقمشة الايطالية التي ساهمت في نجاحها بشكل كبير. وفي ظرف قياسي تمكنت الشركة من تجاوز المنافسين لها بفضل بذلاتها غالية الثمن وقصاتها الشبابية. استهدفت العلامة الكوادر الشابة المملوءة بالطموح، ونجحت في استقطابها، حيث لاقت نجاحا لافتا في السوق الأوروبية، لكن شعبيتها تعزّزت في الولايات المتحدة بفضل المشاهير الذين كانوا يرتدون تصاميمها، وتتصدر صورهم غلاف مجلة فوغ، مثل سيلفستر ستالوني أو مايكل جاسكون. وتمكنت «هوغو بوس» من تحقيق نجاحات باهرة، حين نوعت منتجاتها واقترحت على الجمهور من الطبقة المتوسطة ملابس أرخص كالتيشرتات. أدرجت «هوغو بوس» في البورصة عام 1985، وبعد عام واحد فقط أصبحت قيمتها السوقية تزيد على قيمة كل مصنّعي الملابس الجاهزة في ألمانيا، لكن سنوات التسعينات كانت رديف التغيير بالنسبة لهذه العلامة الألمانية، بعد ان تملّك المجمع الياباني ليتون هاوس أسهمها، ثم جاء الإيطالي مارزاتو، وأما اليوم فيملك مجمع فالونتينو فاشن 51 في المائة من أسهمها. أصبح مجمع فالونتينو الشركة الأم لعلامة هوغو بوس، وانتقلت رئاستها إلى بيتر ليتمان، الذي غادر عام 1993، تاركا المنصب لجواشيم فوغ، ثم وينر بالديساريني. مرت الشركة بمرحلة صعبة جدا في تسعينات القرن الماضي، بسبب الركود الاقتصادي، ما دفعها إلى تنويع تشكيلاتها والتوسع إلى آسيا، وبالتحديد في هونغ كونغ وطوكيو وبكين وشانغهاي. وحققت الشركة بفضل هذه الاستراتيجية نجاحا كبيرا، حيث تمكنت عام 1996 من بيع ثلثي منتجاتها في الخارج وخمسها في الولايات المتحدة، كما افتتحت عام 2004 أكبر متجر لها يتربع على مساحة 1100 متر مربع في جادة الشانزليزيه في باريس، وتم تجديده بالكامل في 2012 ليتم فيه عرض جميع تشكيلات العلامة.

## العلامة الأشهر
تعد «هوغو بوس» حاليا واحدة من العلامات الأشهر في العالم في مجال الملابس الرجالية، ووفق الإحصاءات، فإن بزة من أصل كل ست بزات تباع في العالم تحمل علامة بوس، وتمكنت هذه العلامة من فرض نفسها بفضل عاملَين اساسيَين، هما: الرجولة التي تتميز بها التصاميم، والنجاح المهني. ويسوق المجمع التجاري لبوس اليوم تشكيلات ملابس، منها الخط الكلاسيكي للرجال والنساء، وبوس اورانج للملابس الجاهزة، التي يرتديها النساء والرجال في المدينة، علاوة على بوس غرين، وهو خط ملابس الرياضة الرجالية، وهوغو، وهو خط آخر للملابس الرجالية والنسائية الجاهزة، إضافة إلى بوس لملابس الأطفال، وبوس سيلاكشن، وهي تشكيلة لملابس الرجال الفاخرة. ويقترح المجمع أيضا أحذية وأكسسوارات وساعات ونظارات شمسية، بالإضافة إلى عطور ومواد تجميل.

## طبيعة الهدف
تستهدف «هوغو بوس» المستهلك الرجل الذي يتراوح عمره بين 25 و40 عاما، كما تستهدف أيضا الميسورين ماديا، ممن يرغبون في أن يكونوا انيقين وكلاسيكيين، وفي الوقت ذاته/ تقترح بدلات وقمصانا ومعاطف وملابس بحر وملابس داخلية وأحذية وعطورا واكسسوارات، لان هذه العلامة ترغب في إرضاء الفئة العمرية التي تستهدفها. بدأت «هوغو بوس» عام 2000 بتنويع زبائنها، حيث أطلقت تشكيلات للنساء اللواتي تتراوح اعمارهن ما بين 25 و35 عاما، ثم اطلقت تشكيلة أخرى خاصة بالاطفال.

## الدعاية
ما يميز هوغو بوس أنه بدأ منذ عام 1972 في رعاية كثير من التظاهرات الرياضية في سباقات الفورمولا وان، والغولف، والتنس، للترويج لمنتجاته، وأصبحت هذه العلامة عام 1984 الراعي الرسمي لفورمولا 1 ماكلارين، والكثير من لاعبي الغولف، كما أصبح هوغو بوس منذ 2013 الراعي الرسمي بمنتخب كرة القدم الألماني. ولـ «هوغو بوس» مجلتها الإلكترونية المرتبطة مباشرة بموقعها التجاري. وفي هذه المجلة تهتم بإطلاع زبائنها على ثلاثة موضوعات، تهمهم جدا، هي الموضة والرياضة والفن، كما يمكن أن نقرأ فيها مقابلات مع لاعبين أو تقارير عن معارض فنية، وتملك العلامة أيضا قناة على يوتيوب تغذيها دائما بفيديوهات جديدة.

## روابط
- الموقع الرسمي للشركة